# 小判
小判（こばん）とは、江戸時代に流通した金貨の一種である。
金座で用いられた公式な呼称は小判であり『三貨図彙』では「小判」と明記されているが、『金銀図録』および『大日本貨幣史』などの古銭書には小判金（こばんきん）という名称で収録されており、貨幣収集界では小判金の名称が広く用いられている。当時の文書には単に金と記されていることが多く、「金百両」などと表記された。
計数貨幣であるが量目（質量）および金品位が一定に定められており、金含有量が額面を決める秤量貨幣の発展形である。
現代では、共同体が定めた公式な貨幣ではなく、それを模した記念品やメダルを「小判」ということもある。また、クック諸島は法定通貨として有効な小判を模した金貨・銀貨を発行しており代理店が「小判」として販売している。
当然ながら大判より小さいため小判と呼ばれるが、その大きさは鋳造年代により異なり、また同種の小判でも手作りのため多少ばらつきがあり、それを示すために「大きな小判」や「小さな小判」という表現がされるが、重言や排反では無い。

## 概要

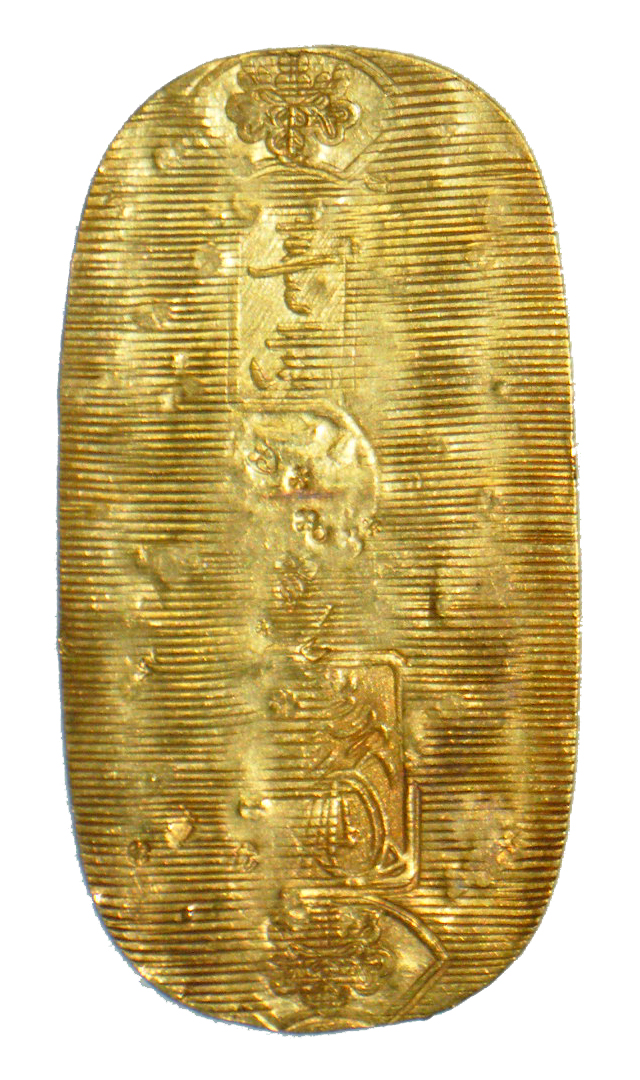
慶長小判

### 形状
形状は、小判形と呼ばれる楕円形で表面には全体的に打目が彫られ、上下に扇枠に囲まれた五三桐（ごさんのきり）、中央上部に「壹两」（=「一両」）、下部に「光次（花押）」の極印が打たれている。
楕円形、打目、黄金色が米俵の形状、俵目、色彩に由来するとの説が唱えられているが、反論も多くあり、内部まで金であることを証明するため打ち伸ばした「蛭藻金」や「譲葉金」の形状に起源を持つとか、打目も内部まで金であることを示すために刻まれたものであるとか、あるいは金地金を打ち伸ばすときに槌や鏨（たがね）によって不可避的に付く打目であるなどの説もかつては支持された。
一般的に小判は「金貨」とされ純金のように見えるものが多いが、実際は金銀合金である。外見上、金色に見えるのは、「色揚げ」と称して表面の銀を薬品と共に加熱して塩化銀として取り去る処理を施した結果である。
江戸幕府を開くに先立ち、徳川家康は大判より小型のものとし、墨書を極印に改め一般流通を想定した通貨を発行する構想を持っており、慶長6年（1601年）に徳川家康が後藤家に命じて鋳造させた慶長小判を嚆矢とし、万延元年（1860年）発行の万延小判まで10種が発行された。
全国通用を前提とするものであるが、金山が主に常陸、甲斐、伊豆および佐渡などに位置し、金貨の一般通用は家康により新たに取り入れられた政策であったため主に関東地方を中心に流通した。

### 小判の量目
額面は金一両。これは本来、質量単位としての一両の目方の砂金と言う意味であったが、鎌倉時代には金一両は五匁、銀一両は4.3匁と変化し、文明16年（1484年）、室町幕府により京目（きょうめ）金一両は4.5匁（約16.8グラム）と公定され、それ以外のものは田舎目（いなかめ）とされた。安土桃山時代には四進法の通貨単位の便宜を図るためか、京目金一両は四匁四分と変化し、田舎目金一両は四匁前後となった。
慶長小判はこの京目一両の原則に沿っていたが、実際の慶長小判の量目は品位52.2匁位であるから金44匁に銀8.2匁を足して52.2匁となり、金座の鋳造手数料4.4匁を差引くと47.8匁となり吹き減り0.2匁を差引けば10両分の量目が47.6匁になるとされた。あるいは大判が44匁2分でありこれが8両2分（当時）で取引されているから44匁2分を8.5で割ると10両あたり52匁となるので品位52匁位とし、大判の重さの1割の鋳造手数料4匁2分2厘を差引くと47匁5分8厘となる。これに大判の入目2分に順じ2分を足せば10両の量目は47匁6分となるとする説もある。このように名目上の一両の金平価は金4.4匁(16.4g)であるが、慶長小判でさえ実際の含有金量は4.0匁強と、金平価をやや下回っている。
一両は日常生活では大変高額なものであり、例えば慶長小判一両であれば米3～4石を入手する購買力を持っており、財布に入れて使用するような性質のものではなく庶民には縁遠い存在であった。
また、小判も丁銀と同様に包封して百両包、五十両包あるいは二十五両包など包金として高額取引や献上・贈答用として用いられ、流通過程でも敢えて開封されることは殆ど無かった。特に金座の後藤包が権威あるものとして両替商らが為替金などを幕府に納入する際は後藤包であることが要求された。包封せず裸のまま献上・贈答用として使用できたのは大判のみであった。

### 改鋳
後世に金銀産出の衰退、幕府の支出拡大による慢性的な財政難の補填のため、正徳･享保期を除き、時代ごとに主に出目（改鋳利益）の収得を目的とした品位（金含有率）・量目ともに改悪されることが多かった。この吹き替えは寛永年間頃からの急速な金の産出の衰退、長年の流通による小判の折損、中国などとの貿易取引による多量の金の流出、幕府の出費の増大による財政の逼迫などが理由に挙げられる。
また、幕末には、日本国外での金銀比価が日本国内と大きく異なったため、これを是正するため極端に小型の万延小判に改鋳され、インフレーションを引き起こした。さらに万延小判でさえ製造は少量に止まり、実際に多量に発行され市場を凌駕したのはより品位の低い万延二分判であった。
上述のように小判の品位は「四十四匁位法」あるいは「差銀加算法」とされる44匁の金に差銀を加えた量目で表され、例えばその合金の量目が52匁2分ならば「五十二匁二分位」とされ、金品位は44/52.2 = 842.9/1000であった。

### 定位貨幣の台頭
江戸時代には、小判同様の計数貨幣の金貨として、品位が同等で、量目が正確に小判の1⁄4に造られた一分判金がある。
この小判および分金の通貨単位は武田信玄による領国貨幣である甲州金の四進法（両、分、朱）を取り入れたものであった。一分判は、小判の小額貨幣として常に小判と同品位、四分の一の量目でもって本位貨幣的に発行されていた。
一方、文政年間頃から登場した一朱判、二朱判、および二分判などの貨幣は、品位すなわち含有される金の量目が小判に対して額面より少なく補助貨幣的な名目貨幣として発行された。これらも幕府の財政の埋め合わせを目的とした出目を狙ったものであり、幕末にはこれらの定位貨幣が小判の流通額を凌駕するようになっていた。

#### 小判・一分判、および定位金貨・定位銀貨の流通高[27][注釈 4]
| 元禄8年（1695年）  | 10,627,055両  |                  |
| 宝永3年（1706年）  | 14,036,220両  |                  |
| 宝永7年（1710年）  | 13,512,484両  |                  |
| 正徳4年（1714年）  | 11,995,610両  |                  |
| 元文元年（1736年） | 8,742,096両   |                  |
| 安永元年（1772年） | 18,698,215両  | 小判             |
| 文政元年（1818年） | 24,631,215両  |                  |
| 天保3年（1832年）  | 40,206,600両  |                  |
| 安政元年（1854年） | 48,556,952両  |                  |
| 万延元年（1860年） | 82,262,552両  |                  |
| 明治2年（1869年）  | 126,837,932両 | 定位金貨定位銀貨 |

#### 大判
小判に対し、大判（大判金）も江戸時代を通して発行されていたが、大判は一般通貨ではなく、恩賞、贈答用のもので金一枚（四十四匁）という基準でつくられ、計数貨幣としてではなく、品位と量目および需要を基に大判相場によって取引された（強いて言えば秤量貨幣に近く、現代的に解釈すれば、金地金（インゴット）に相当するものと言える）。また、天保年間に大判と小判の中間的な貨幣として五両判が発行されたが、金含有量の劣る定位貨幣でありほとんど流通しなかった。

### 明治以降
なお、明治以降新貨条例が施行され、1両は1圓（円）と等価とされ（万延二分判2枚の金銀含有量の実質価値と1圓金貨の純金含有量の価値がほぼ等しかった）、古金銀（金貨（大判含む）および金貨単位の銀貨）はそれぞれの含有金銀量に基づいて定められた交換比率で新貨幣と交換された。

### 展示
貨幣・浮世絵ミュージアム、貨幣博物館および造幣博物館には小判が体系的に展示されている。

## 江戸時代以前
括弧内は発行年、量目、金含有率（推定）。
- 駿河墨書小判（するがすみがきこばん・するがぼくしょこばん）（文禄4年（1595年）（確定的でない）、4.5匁、84%）
- 武蔵墨書小判（むさしすみがきこばん・むさしぼくしょこばん）（文禄4年（1595年）頃、4.8匁、84%）

## 江戸時代
括弧内は発行年、発行高、量目、金含有率（規定）。発行高は一分判との合計で、元禄小判の場合は二朱判も含む。
- 慶長小判（慶長6年（1601年）頃、14,727,055両（推定値）、4.76匁、84.3%→86.8%）
- 元禄小判（元禄8年（1695年）9月、13,936,220両1分、4.76匁、57.4%）
- 宝永小判（宝永7年（1710年）4月、11,515,500両、2.5匁、84.3%）
- 正徳小判（正徳4年（1714年）5月、213,500両、4.76匁、84.3%）
- 享保小判（正徳4年（1714年）8月、8,280,000両、4.76匁、86.8%）
- 元文小判（元文元年（1736年）5月、17,435,711両1分、3.5匁、65.7%）
- 文政小判（文政2年（1819年）6月、11,043,360両、3.5匁、56.4%）
- 天保小判（天保8年（1837年）7月、8,120,450両、3匁、56.8%）
- 安政小判（安政6年（1859年）5月、351,000両、2.4匁、56.8%）
- 万延小判（万延元年（1860年）2月、666,700両、0.88匁、56.8%）

| 慶長金   | （1601年）4.76匁 | 金銀 |
| 元字金   | （1695年）4.76匁 |      |
| 乾字金   | （1710年）2.50匁 |      |
| 正徳金   | （1714年）4.76匁 |      |
| 享保金   | （1714年）4.76匁 |      |
| 文字金   | （1736年）3.50匁 |      |
| 新文字金 | （1819年）3.50匁 |      |
| 保字金   | （1837年）3.00匁 |      |
| 正字金   | （1859年）2.40匁 |      |
| 万延金   | （1860年）0.88匁 |      |

## （参考）一両の額面を持つ、または一両通用を想定した銀貨
江戸時代の金称呼定位銀貨には一分銀、二朱銀、一朱銀があるが、幕府の発行した貨幣として一両の額面を持つ金称呼定位銀貨は存在しない。ただ地方貨幣では、一両の額面を持つ、または一両通用を想定した銀貨として、秋田八匁封銀、秋田九匁二分銀判、盛岡八匁銀判、会津一両銀判などが挙げられる。

## 品位について
明治時代に、江戸時代の貨幣をいくらで買い上げるか調べるため、造幣寮（のちの造幣局）が溶解分析を行っている。その結果は、太政官布告第93号にまとめられている。